# Tom Morris Jr
Tom Morris, Jr, även kallad Young Tom Morris, född 1851 i St. Andrews, Skottland, död 25 december 1875, en skotsk golfspelare och en pionjärerna inom professionell golf.
Young Tom Morris föddes i golfens hemstad St. Andrews. Hans far, Old Tom Morris, var greenkeeper på St Andrews Links och vann fyra av de första åtta The Open Championship. Liksom sin far vann även Morris fyra gånger, (1868, 1869, 1870 och 1872). 1869 satte han nytt mästerskapsrekord med 154 slag och det året kom hans far tvåa, ett unikt familjedrama i tävlingens historia. Morris fick behålla det ursprungliga Championship Belt efter sina tre segrar i rad så nästa gång tävlingen hölls (1872) införskaffades den berömda Claret Jug, och han blev den förste som fick sitt namn ingraverat i pokalen.
I september 1875 spelade han och hans far en match mot Willie Park Sr och Mungo Park då Young Tom Morris fick ett telegram om att hans hustru hade en svår förlossning. Innan han kom hem till henne hade hon och deras nyfödda barn avlidit. Morris avled några månader senare.